# Der große Kniende

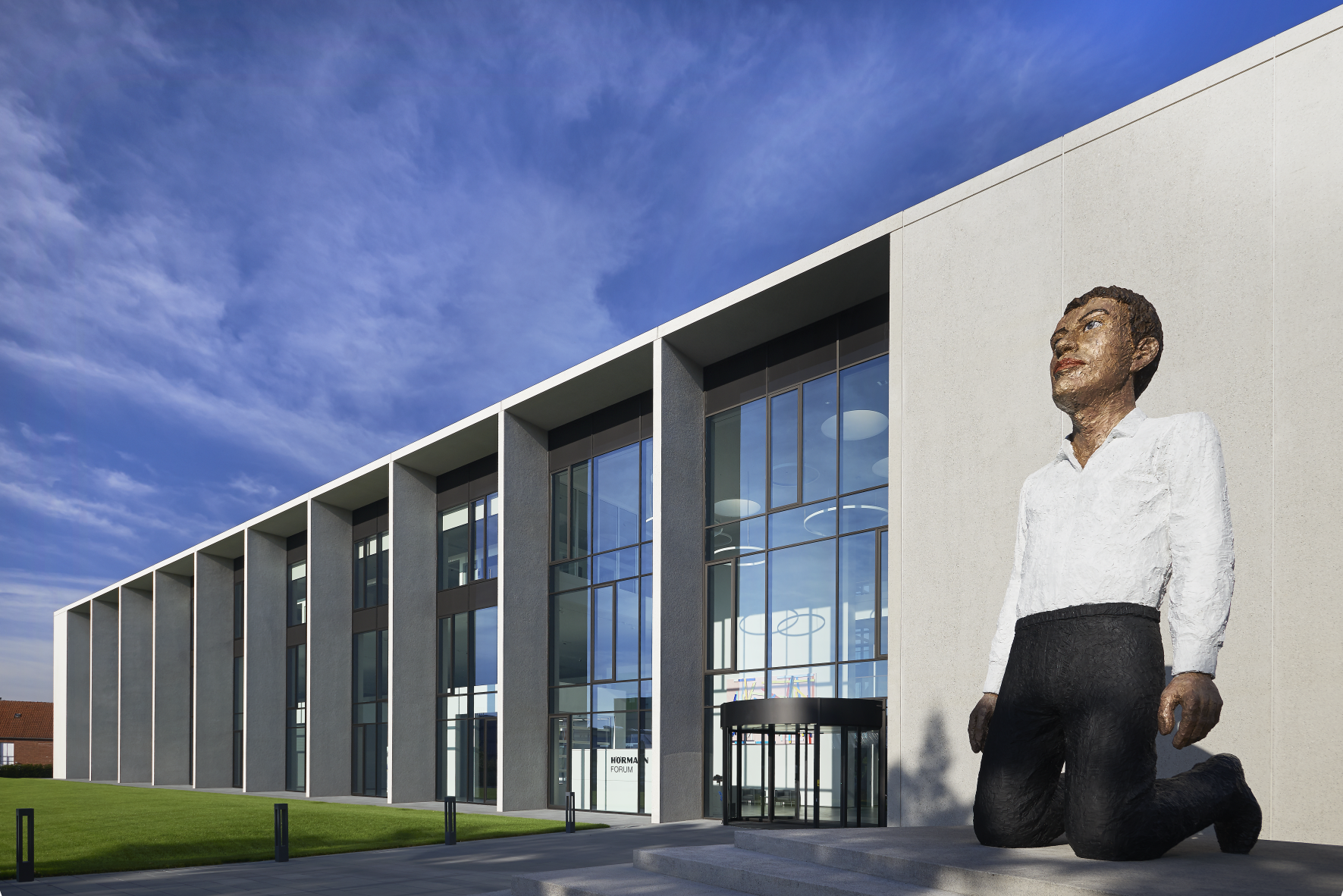
Skulptur „Der große Kniende“ von Stephan Balkenhol.

Der große Kniende ist eine 5,70 m hohe und fast 3 t schwere Bronzeskulptur des  Bildhauers Stephan Balkenhol, die am 25. September 2015 mit der Eröffnung des Hörmann Forums in Steinhagen enthüllt wurde. Die Skulptur stellt einen knienden Mann mit aufrechter Haltung dar und war ursprünglich ein Wettbewerbsbeitrag für das Freiheits- und Einheitsdenkmal 2010 in Berlin.
Die aus Gips geformte und in Bronze gegossene Skulptur des an der Staatlichen Akademie der Bildenden Künste in Karlsruhe lehrenden Bildhauers erinnert an den Kniefall Willy Brandts in Warschau und soll daher einen Freiheitsgedanken widerspiegeln.
Balkenhol selbst äußerte sich wie folgt: „Wenn wir die Figur betrachten, bekommen wir Antworten auf Fragen der eigenen Wahrnehmung, der Existenz – wenn dies auch keine endgültigen Antworten sind.“
Die Skulptur bietet noch weiteren Interpretationsspielraum: Durch die kniende Geste mit aufrechter Haltung und zielgerichtetem Blick, lässt sich daraus sowohl Stolz, als auch Demut lesen. Der Intendant der Berliner Festspiele Thomas Oberender merkt zur Geste im Werk von Stephan Balkenhol an, es gebe wenige Gesten des menschlichen Körpers, die von so viel Ambivalenz durchdrungen seien wie die des Kniens.
Balkenhol verdeutlicht mit seiner Skulptur außerdem den Lauf des Lebens: Hinter der Figur liegt die Vergangenheit, vor ihr die Zukunft und sie stellt sich verantwortungsbewusst dem Hier und Jetzt. Einkerbungen, Risse und Unregelmäßigkeiten spiegeln den Arbeitsprozess wider und lassen die Skulptur mit der farbigen Fassung lebendig erscheinen. Balkenhol verzichtet bewusst auf spezifische Merkmale und starke Emotionen und ermöglicht dem Betrachter so eine Identifikation mit der Skulptur.